# Ronan De Meyer
Ronan De Meyer (Assenede, 11 februari 1953) is een Belgisch voormalig wielrenner.

## Carrière
De Meyer zijn belangrijkste overwinning was de zesde etappe in de Ronde van Duitsland. Maar ook in enkele klassiekers reed hij uitstekende resultaten, hij reed zijn beste resultaat in Parijs-Roubaix van 1983 waar hij vierde werd.
Na zijn carrière begon hij een fietswinkel in Eeklo.

## Overwinningen
1974
- Drongen

1978
- Waasmunster

1980
- 6e etappe Ronde van Duitsland

1982
- Essen

1984
- Erembodegem-Terjoden

## Resultaten in de voornaamste wedstrijden
| Jaar | Ronde van Italië | Ronde van Frankrijk | Ronde van Spanje |
| ---- | ---------------- | ------------------- | ---------------- |
| 1976 |                  |                     |                  |
| 1977 |                  |                     |                  |
| 1978 |                  |                     | opgave           |
| 1979 |                  |                     |                  |
| 1980 |                  |                     |                  |
| 1981 |                  |                     |                  |
| 1982 |                  |                     |                  |
| 1983 |                  |                     |                  |
| 1984 |                  |                     |                  |

| Jaar | Milaan-San Remo | Ronde van Vlaanderen | Parijs-Roubaix |
| ---- | --------------- | -------------------- | -------------- |
| 1976 |                 |                      |                |
| 1977 |                 |                      |                |
| 1978 |                 | 19e                  | 9e             |
| 1979 |                 |                      | 16e            |
| 1980 | 55e             |                      |                |
| 1981 |                 |                      |                |
| 1982 |                 | 47e                  |                |
| 1983 |                 | 21e                  | 4e             |
| 1984 |                 |                      |                |

Wielerploegen van Ronan De Meyer
Algeri ·
Bossant ·
De Beule ·
De Cnijf ·
De Meyer ·
De Vlaeminck (tot 30/09) ·
De Wolf ·
Devos (vanaf 01/07) ·
Frijns ·
A. van Houwelingen ·
J. van Houwelingen ·
van Katwijk ·
Van Der Auwera ·
Van Tielcke ·
Van Vlierberghe ·
Vanhaerens · 

Versluys (vanaf 01/09) 
Colyn ·
De Meyer · 
De Vlaeminck ·
Devos ·
Dierickx ·
van Gerwen · 
Kuiper ·
Langerijs ·
Laurens ·
Martens ·
Nulens ·
Pevenage ·
van der Poel ·
Schepers ·
Stamsnijder ·
Tackaert
Broers (tot 15/06) ·
Colman ·
Criquielion ·
Dalgal ·
Ronan De Meyer ·
De Smet ·
Marc Demeyer (tot 20/01) ·
Devos ·
Jones ·
Lambrechts ·
Maas (tot 30/08) ·
Malfait ·
Nieuwdorp ·
E. Planckaert ·
W. Planckaert ·
Schipper ·
Schoonjans ·
Urbany ·
Van Brabant ·
Vandenbrande ·
Wellens
De Cnijf ·
De Cnodder ·
De Meyer ·
De Roo ·
Devos ·
De Wolf ·
Van Houwelingen ·
Janiszewski ·
Matthys ·
Segers ·
Stevens ·
Urbany ·
Van Baelen ·
Van Vlierberghe ·
Vermeulen ·
J. Wynants ·
L. Wijnants ·
Willems